# داراوی
داراوی (به انگلیسی: Dharavi) محله‌ای در بمبئی، استان ماهاراشترا در هند است که یکی از بزرگ‌ترین زاغه‌های آسیا محسوب می‌شود. داراوی مساحتی بیش از بیش از ۲٫۱ کیلومتر مربع (۰٫۸۱ مایل مربع؛ ۵۲۰ جریب) و جمعیتی در حدود ۱٬۰۰۰٬۰۰۰ نفر با تراکم جمعیت بیش از ۲۷۷٬۰۰۰ نفر در کیلومتر مربع (۷۲۰٬۰۰۰ مایل مربع)، دارای یکی از متراکم‌ترین مناطق جهان از نظر جمعیت است.
زاغه داراوی در سال ۱۸۸۴ و در دوره استعمار انگلیس تأسیس شد و به دلیل اخراج صنایع و ساکنان از مرکز شهر شبه جزیرهٔ بمبئی توسط دولت استعمار و پس از آن تا حدودی به سبب مهاجرت روستاییان فقیر به بمبئی رشد کرد. به همین دلیل داراوی در حال حاضر یک محله بسیار متنوع از نظر مذهبی و قومی است.
داراوی دارای اقتصاد غیررسمی فعال است که در آن کارهای متعدد خانگی شغل بسیاری از ساکنان زاغه به‌شمار می‌رود چیزهایی شبیه رکاب چرمی، منسوجات و محصولات سفالی از جمله محصولات ساخته شده در داخل داراوی هستند. کل گردش مالی این منطقه سالانه بیش از ۱ میلیارد دلار آمریکا تخمین زده شده‌است.
در داراوی بیماری همه گیر و سایر بلایای طبیعی رواج دارد. از جمله طاعون گسترده در سال ۱۸۹۶ که موجب کشته شدن بیش از نیمی از جمعیت بمبئی شد. گرچه بارها مبالغ زیادی از دولت هند برای بهبود سرویس‌های بهداشتی در داراوی وام گرفته شده‌است، اما هیچ‌کدام از اینها در زمینه تحقق بخشیدن به این زمینه مؤثر نبوده‌است.

## در رسانه‌ها
داراوی در پس زمینه بسیاری از فیلم‌ها از جمله در فیلم میلیونر زاغه‌نشین (۲۰۰۸) استفاده شده‌است. همچنین در تعدادی از فیلم‌های هندی به تصویر کشیده شده‌است، از جمله دیوار (۱۹۷۵)، قهرمان (۱۹۸۷)، \ سلام بمبئی! (۱۹۸۸)، پرنده (۱۹۸۹)، شهر رؤیاها (۱۹۹۱)، بمبئی (۱۹۹۵)، " سه گانه هندی گانگستری " رام گوپال وارما (۱۹۹۸–۲۰۰۵)، سریال سرکار (۲۰۰۵–۲۰۰۸)، پیاده‌رو (۲۰۰۳)، جمعه سیاه (۲۰۰۴)، سیگار کشیدن ممنوع (۲۰۰۷)، چراغ راهنمایی (۲۰۰۷)، عامر (۲۰۰۸)،  مانکاتا (۲۰۱۱)، تفنگ (۲۰۱۲)، رهبر (۲۰۱۳)، بازگشت بوتنات (۲۰۱۴)، کالا (۲۰۱۸) و پسر خیابان (۲۰۱۹)

## نگارخانه

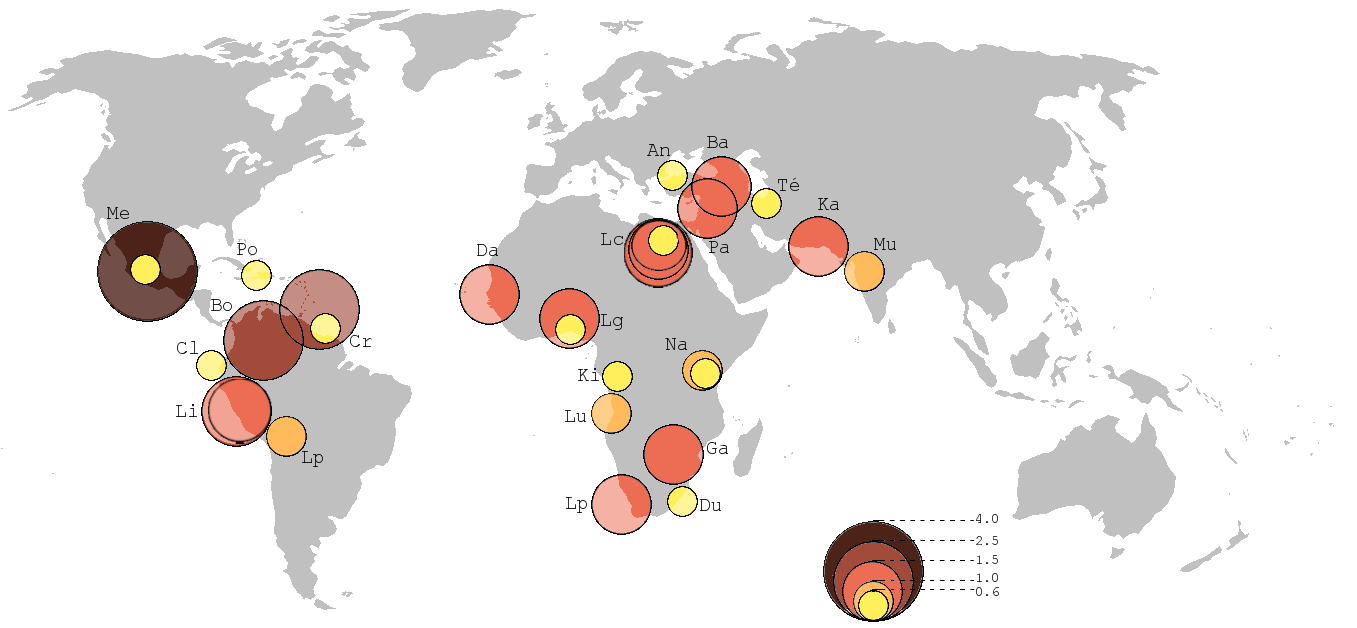
مقایسه داراوی با سایر زاغه‌های بزرگ جهان. نقشه از مایک دیویس .
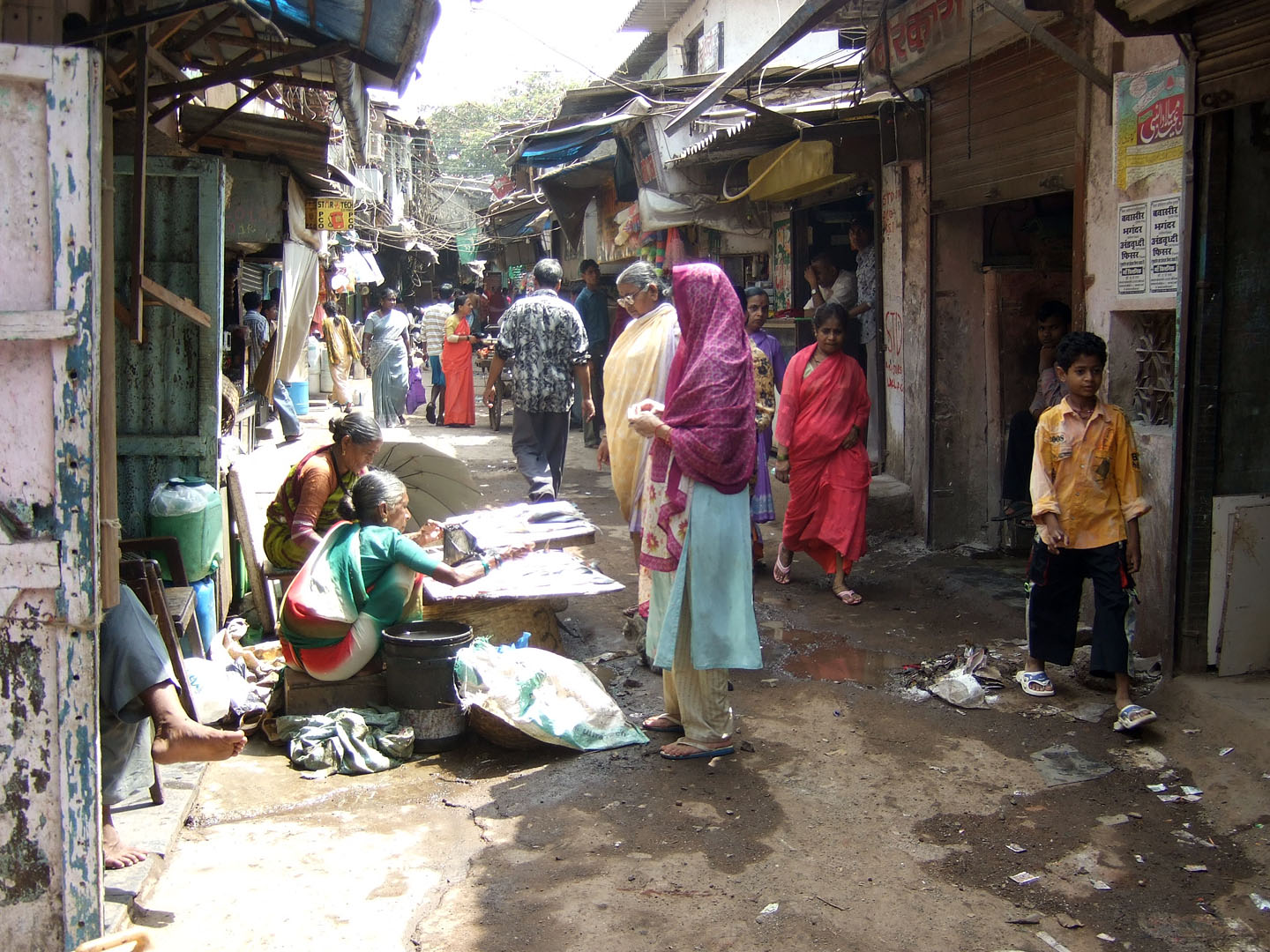
داخل داراوی
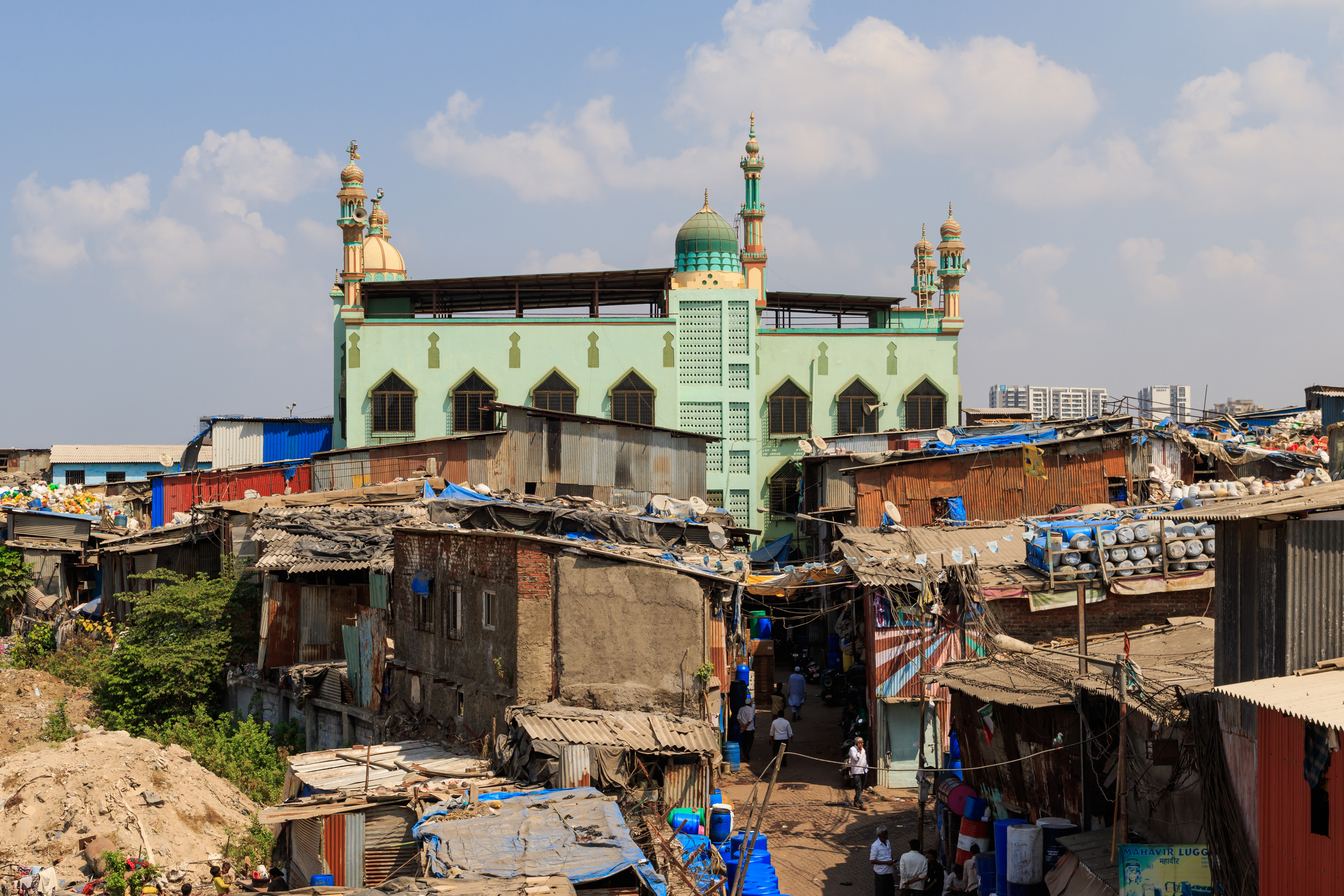
مسجدی در داراوی
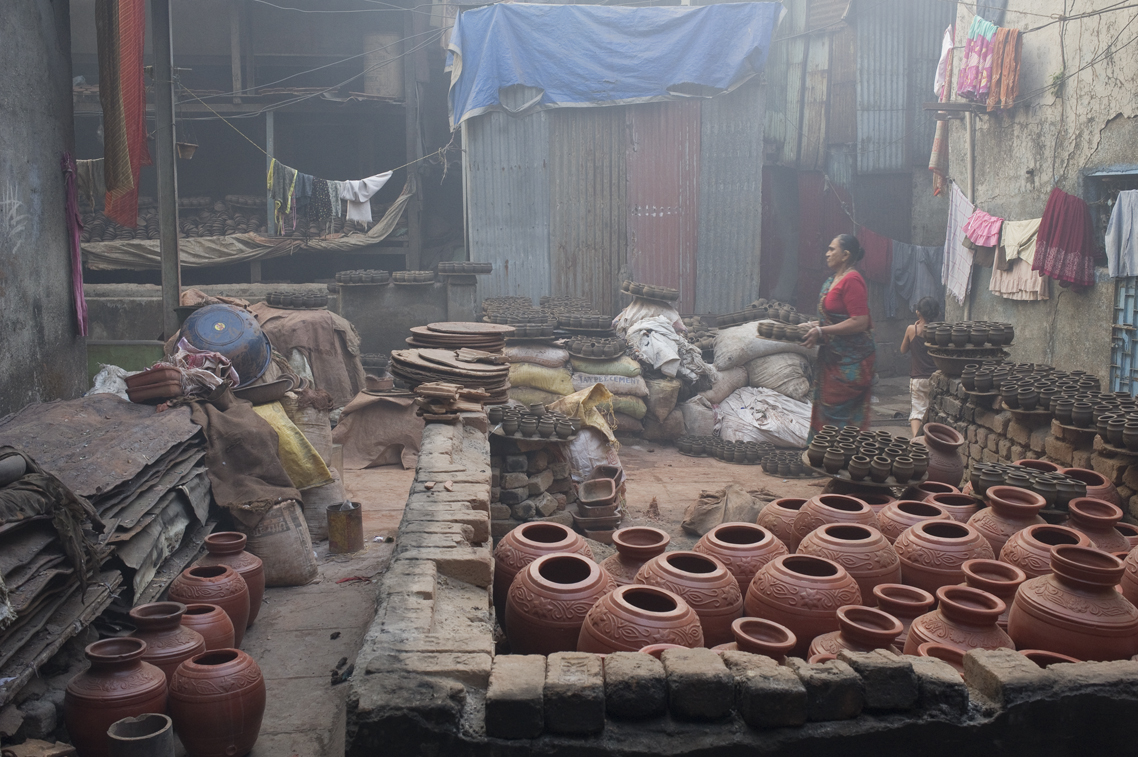
یک واحد سفالگری سنتی در داراوی.
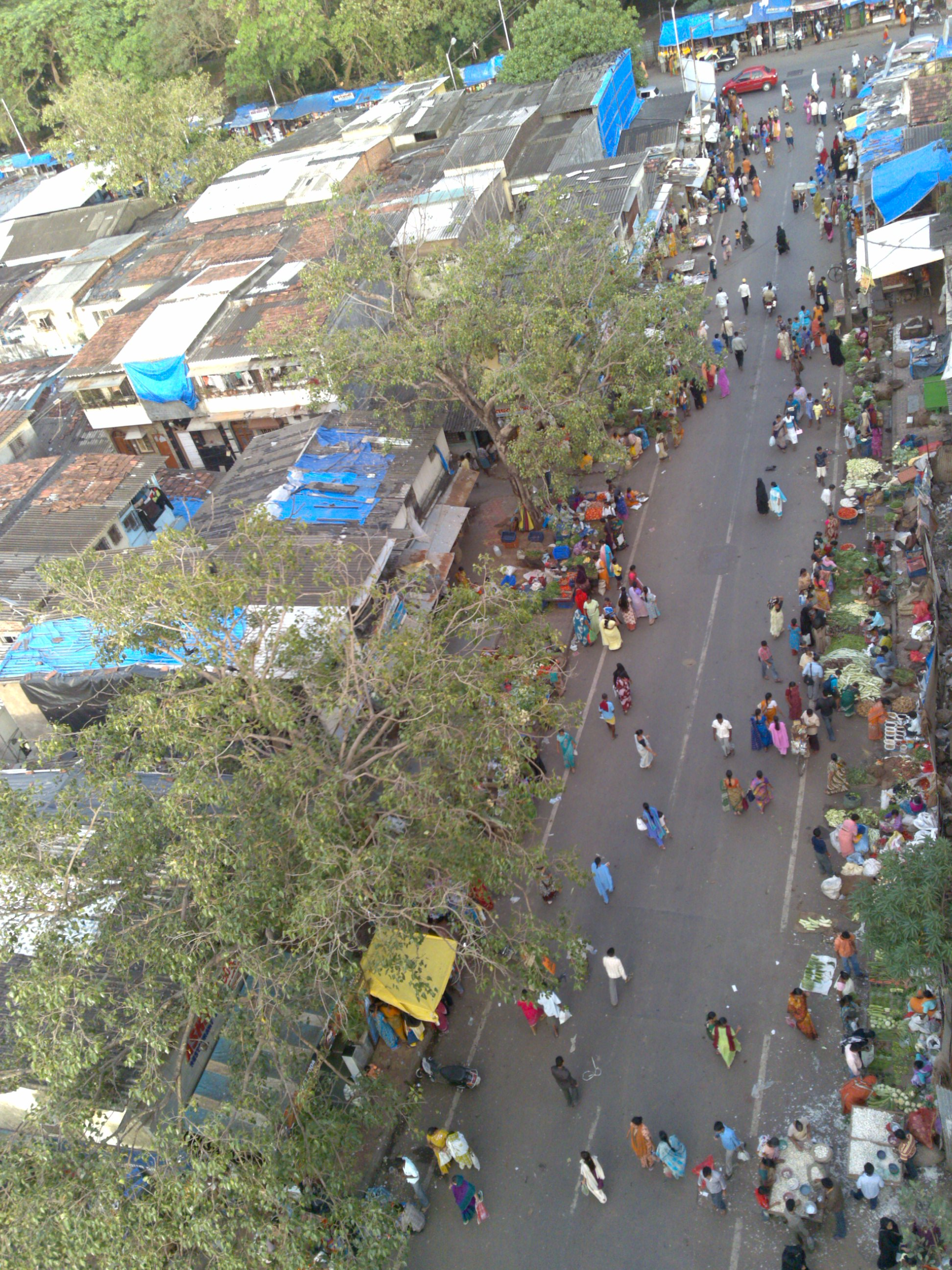
فروشندگان خیابانی و کشاورزانی که برای فروش محصولاتشان در امتداد جاده ای که از میان زاغه داراوی در بمبئی عبور می‌کند، تلاش می‌کنند.